# HMS M22
HMS M22 var en svensk minsvepare som byggdes på Karlskronavarvet och sjösattes 1941. Hon levererades till flottan i oktober samma år.

## Historik
Minsveparen M22 sjösattes 1941 och byggdes på Karlskrona örlogsvarv. M22 ingår i en serie av tolv likadana minsvepare som under drygt ett år byggdes på nio olika varv i Sverige. Modellen är ritad av Jac Iversen. Skrovet skulle byggas i mahogny med stålspant förstärkta med ek. Även akterspegeln är i ek, däcket är i oregon pine.
Under krigsåren tjänstgjorde M22 som bevakningsfartyg och minsvepare. Under tidigt 1970-tal verkade hon som bevakningsbåt med station vid Luleå marina bevakningsområde. Under samma period användes hon också som övningsfartyg inom Sjövärnskåren på Lungö utanför Härnösand.
I början av 1990-talet byggdes M22 om, liksom några av systerfartygen, till navigationsövningsfartyg för Marinen. I samband med ombyggnaden ersattes den tidigare överbyggnaden i trä med en ny överbyggnad i aluminium och nya huvudmaskiner samt hydraulstyrning installerades. De nuvarande huvudmaskinerna är två Scania Vabis DSI11-dieslar. Det tidigare kamouflagegröna skrovet har i senare tid målats grått.
M22 utrangerades och såldes 2007. De ägare har återtagit fartygets ursprungliga namn. Hemmahamn är Gålö i Haninge kommun.

## Bildgalleri

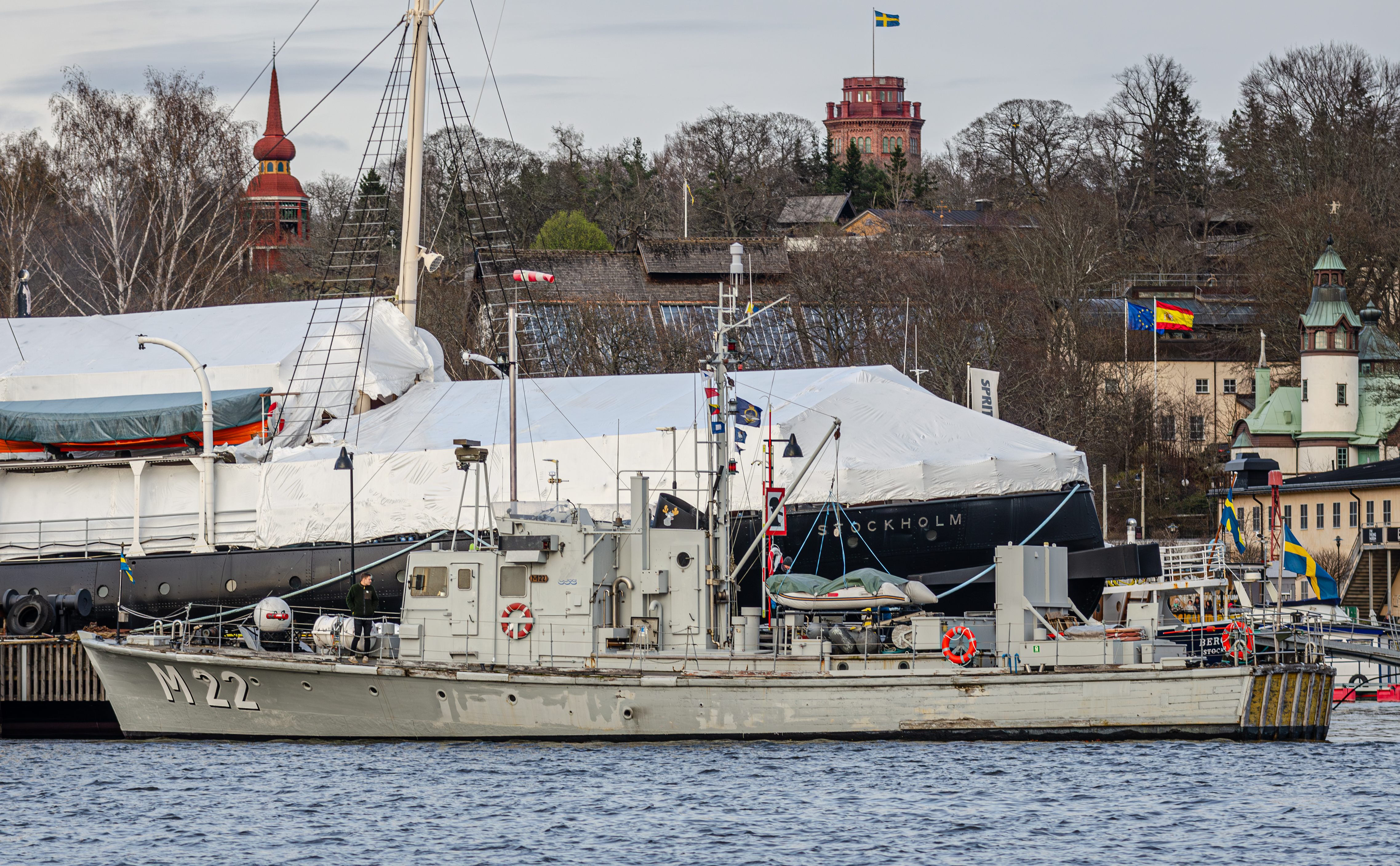
Minsveparen HMS M22 vid Museipiren i Stockholm 2024.
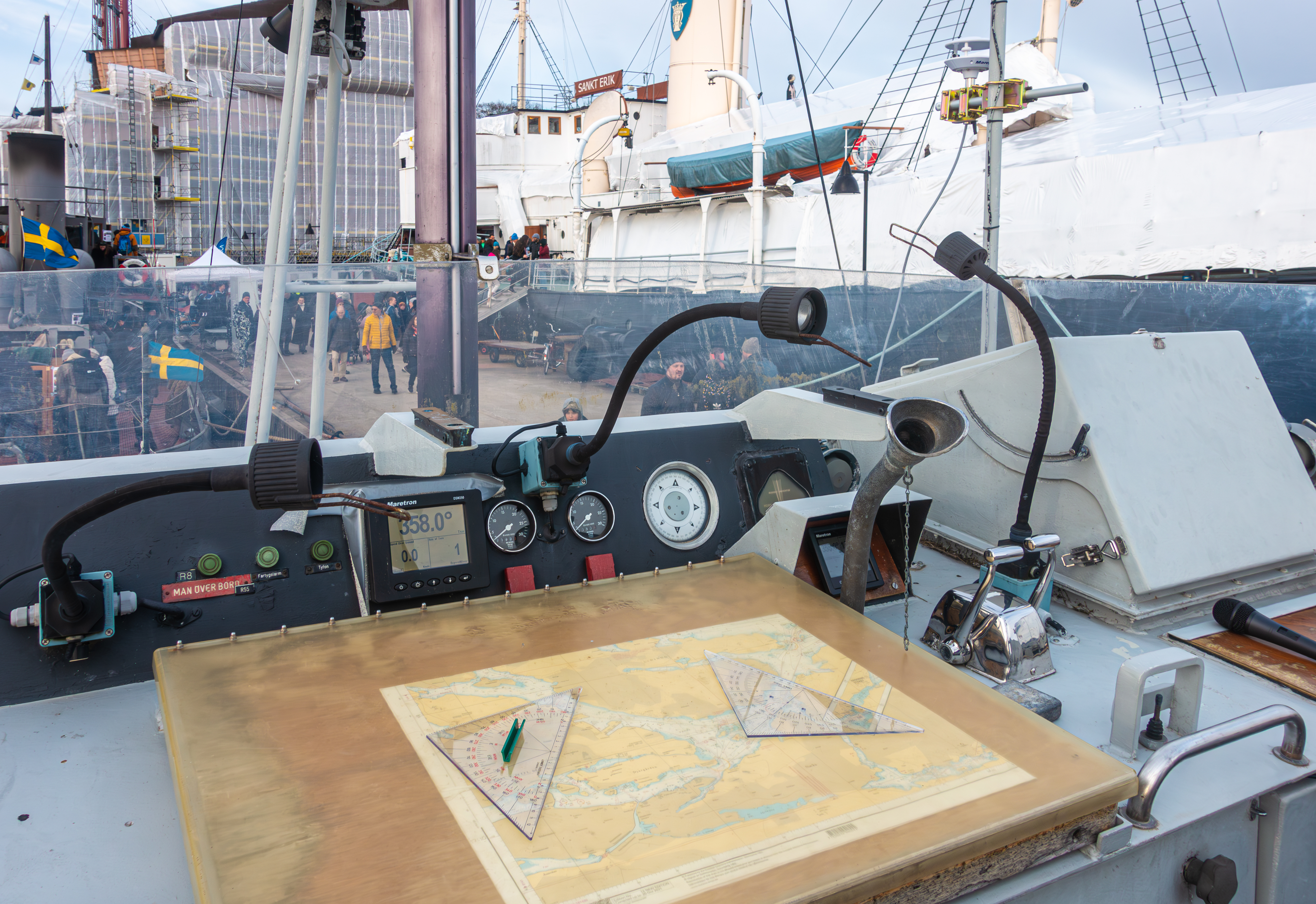
Kommandobryggan på M22.
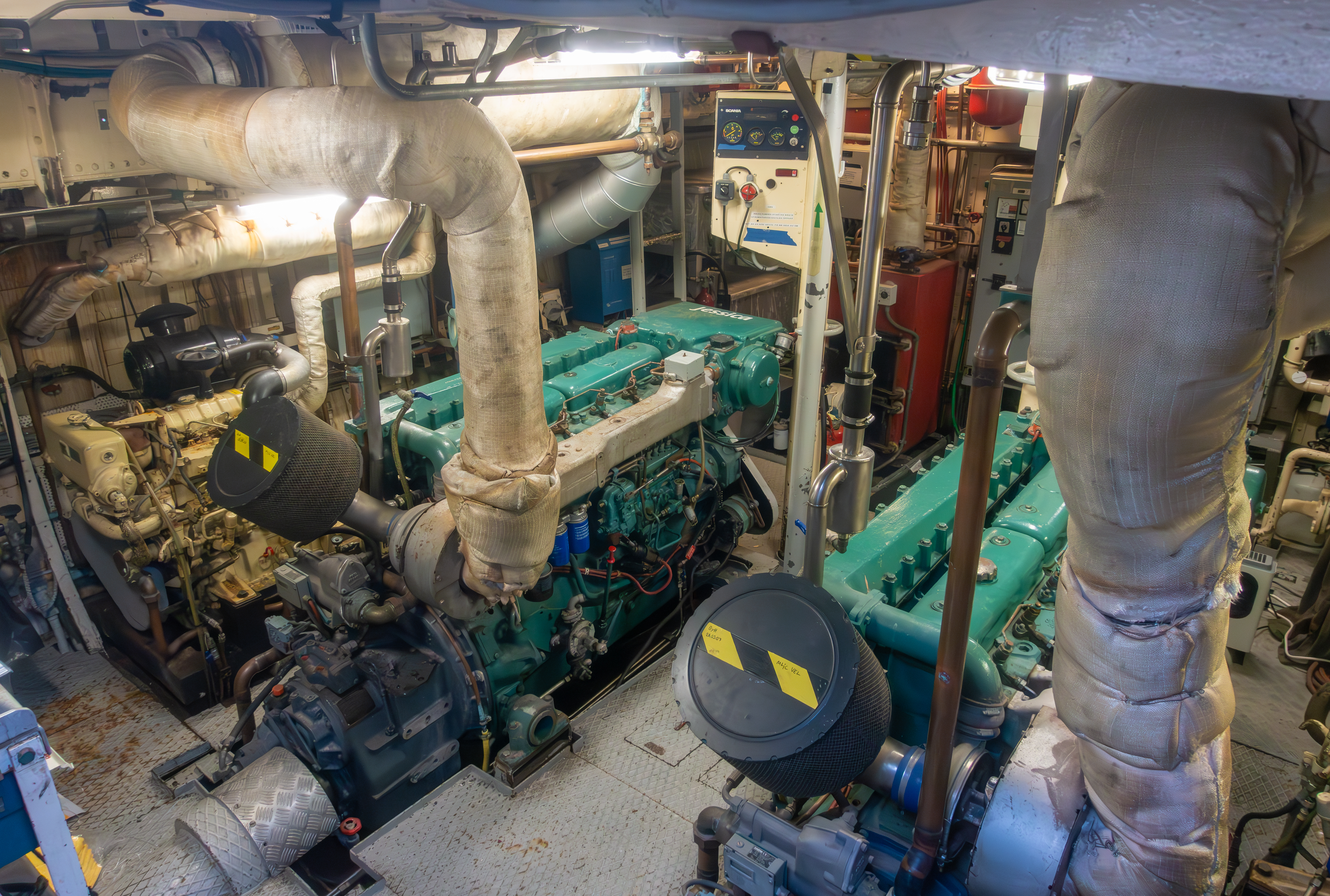
Maskinrummet med två Scania Vabis DSI11-dieslar.